# Józef Giwartowski
Józef Giwartowski – fotograf czynny w Warszawie w okresie od 1849 lub 1850 do 1857 r.
Data narodzin i śmierci, pochodzenie, wykształcenie i początki działalności Giwartowskiego nie są jasne. Podawane przez niektórych badaczy jego lata życia (1802-1859), rok otwarcia zakładu (1841) i informacja, że Giwartowski był na emigracji we Francji, zdaniem historyk fotografii Wandy Mossakowskiej nie znajdują potwierdzenia.
Swoje atelier Giwartowski otworzył w 1849 lub 1850 r. w domu Feliksa Bentkowskiego przy ul. Nowy Świat 49 w Warszawie; w listopadzie 1852 r. przeniósł je do kamienicy Zamoyskich przy tej samej ulicy pod numerem 67/69. Początkowo (tj. do 1853) posługiwał się fotografią na papierze (kalotypią) i równolegle (do 1856) dagerotypią, a po powrocie z zagranicy w nowym zakładzie zaczął wykorzystywać technikę kolodionową. Wykonywał przede wszystkim portrety, zazwyczaj ręcznie kolorowane (zajmował się tym w okresie 1852-1855 Juliusz Kossak). Fotografował także dzieła sztuki i widoki „z natury”. W 1857 r. swoje prace pokazywał – obok dwóch innych fotografów, Karola Beyera i Grzegorza Sachowicza – na Wystawie Wyrobów Rękodzielniczych i Płodów Rolniczych.
Jedynym zachowanym do dziś zdjęciem wiązanym z Giwartowskim jest jego domniemany autoportret, znajdujący się w zbiorach Muzeum Narodowego w Warszawie.
Uczniem Giwartowskiego był fotograf i litograf Maurycy Pusch, który przejął jego zakład w 1857 r.